# Національна бібліотека Австралії
Національна бібліотека Австралії (англ. National Library of Australia) — найбільша в країні бібліотека, розташована в її столиці місті Канберрі.
Національна бібліотека Австралії була створена в 1960 році на основі бібліотеки парламенту. У сучасній будівлі заклад працює починаючи з 1968 року.
Бібліотека містить понад 5 млн. книжок різними мовами, причому близько 130 тисяч екземплярів оцифровано. Крім того, у бібліотеці зберігаються періодичні видання, медіазаписи та рукописи з усього світу.
Бібліотека володіє правом обов'язкового примірника. Оцифровані фотографії розміщені в Інтернеті на сайті Picture Australia[недоступне посилання з вересня 2019], при цьому фотографії, зроблені до 1 січня 1955 року, не захищені авторським правом і можуть вільно використовуватися. Також бібліотекою створений інтернет-архів Pandora Archive.